# Kozacy zabajkalscy

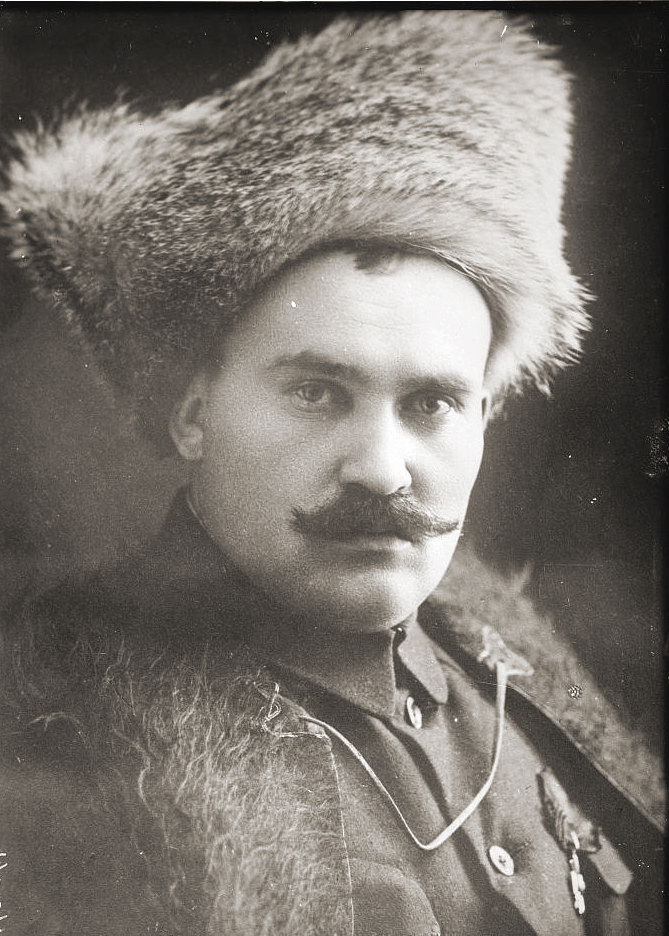
Grigorij Siemionow – jeden z przywódców kozaków zabajkalskich

Kozacy zabajkalscy – kozacy wchodzący w skład Kozackiego Wojska Zabajkalskiego (ros. Забайка́льское каза́чье во́йско), sformowanego w 1851 na obszarach położonych wokół jeziora Bajkał.
Byli to głównie kozacy z Syberii, Buriaci, Ewenkowie i lokalni chłopi wcieleni do wojska. W skład armii wchodziły trzy regimenty kawalerii i trzy brygady piechoty. Ich głównym zadaniem było patrolowanie granicy Imperium Rosyjskiego z Chinami i służba garnizonowa. Na czele stał, tradycyjnie, ataman który pełnił jednocześnie funkcję gubernatora wojskowego okręgu zabajkalskiego. Jego siedziba od 1872 znajdowała się w mieście Czyta.
Na początku XX wieku Kozackie Wojsko Zabajkalskie w czasach pokoju składało się z pięćdziesięciu gwardzistów, czterech regimentów kawalerii i dwóch baterii artyleryjskich. W czasie I wojny światowej liczba regimentów kawalerii wzrosła do dziewięciu, a baterii artyleryjskich do czterech. Oprócz tego pojawiły się trzy oddziały piechoty liczące po stu żołnierzy. W 1916 liczba kozaków zabajkalskich wynosiła 265 000 ludzi, z czego około 15 000 służyło w wojsku.
Kozackie Wojsko Zabajkalskie brało udział w tłumieniu powstania bokserów w latach 1899–1901, wojnie japońsko-rosyjskiej w latach 1904 i 1905 oraz I wojnie światowej. W czasie rosyjskiej wojny domowej większość kozaków opowiedziała się po stronie białych, przyłączając się do oddziałów Romana von Ungern-Sternberga i Grigorija Siemionowa. Po zwycięstwie bolszewików w 1920 kozaczyzna na tych terenach została rozwiązana.